# Lago Babine
O lago Babine é um lago localizado na Colúmbia Britânica, Canadá. É, em comprimento, o mais longo lago natural da Colúmbia Britânica. 

## Descrição
Localiza-se a nordeste da cidade de Burns e do lago Burns, no centro da província, cerca de 177 km a oeste-noroeste da cidade de Prince George. 
Este lago tem 153 km de comprimento, por 2 e 10 km de largura conforme os locais, recebe a drenagem de uma bacia hidrográfica de 479 km², com uma área total de 495 km². Encontra-se à altitude de 711 m. Escorre pelo seu extremo noroeste através do rio Babine, um afluente do rio Skeena.
Este lago faz parte do grupo de lagos de Nechako, termo informal usado para designar um conjunto de lagos no planalto Nechako, compreendendo este lago, o lago François, o lago Ootsa com (404 km²), o lago Trembluer, o lago Takla e o lago Stuart com (358 km²).